# Lestodiplosis cacaliae
Lestodiplosis cacaliae är en tvåvingeart som beskrevs av Fedotova 2003. Lestodiplosis cacaliae ingår i släktet Lestodiplosis och familjen gallmyggor. Inga underarter finns listade i Catalogue of Life.